# Biolca
Die Biolca war ein italienisches Feld- und Flächenmaß in Bologna, Parma und weiteren italienischen Orten. Es gab die Biolca nach dem alten und neuen System.
- Bologna/Kirchenstaat 1 Biolca = 72 Tavole = 196 Quadratruten (bolog.) = 2821 Quadratmeter
  - 1 Biolca = 1 2/5 Tornatura
- Parma 1 Biolca = 6 Skari = 288 Quadrat Perticche[1] = 10,368 Quadrat-Braccia legno[2]
  - 1 Biolca = 30,8144 Aren
  - 1 Biolca = 30,391 Pariser Quadrat-Fuß = 2997 Quadratmeter[3]
- Ferrara 1 Biolca = 6 Skari = 400 Quadrat-Ruten = 65,2392 Aren[4]
- Mantua 1 Biolca = 100 Tavole = 400 Quadrat-Ruten = 31,386 Aren[5]
- Modena 1 Biolca = 72 Tavole = 288 Quadrat-Cavezzi = 28,3647 Aren[6]